# Richemont (przedsiębiorstwo)
Compagnie Financière Richemont SA – szwajcarski holding działający w branży dóbr luksusowych z siedzibą w Bellevue, założony w 1988 roku przez Rembrandt Group Ltd. Przedsiębiorstwo jest drugą co do wielkości grupą w branży towarów luksusowych pod względem wartości rynkowej na świecie. W 2014 roku Richemont zajęła 371 miejsce w rankingu największych firm na świecie Global 2000 magazynu Forbes.
Przedsiębiorstwo działa w sektorze luksusowych zegarków, biżuterii, dóbr skórzanych i odzieżowym.
W 2014 roku sektor biżuterii odpowiadał za 51% przychodów przedsiębiorstwa, sektor luksusowych zegarków za 28% przychodów, a pozostałe sektory za 23%, w tym Montblanc – 7%.

## Struktura holdingu
Richemont jest właścicielem wielu spółek-córek, do których należą:
- Alfred Dunhill Ltd.(inne języki) – brytyjska firma z branży odzieży męskiej i dóbr skórzanych.
- Baume et Mercier(inne języki) – szwajcarski producent luksusowych zegarków.
- Cartier – paryski producent biżuterii i zegarków.
- Chloé – paryska firma z branży modowej.
- Giampiero Bodino – włoski producent luksusowej biżuterii.
- IWC – szwajcarski producent luksusowych zegarków.
- James Purdey & Sons(inne języki) – brytyjski producent broni palnej.
- Lancel(inne języki) – paryski producent dóbr skórzanych.
- A. Lange & Söhne – niemiecki producent luksusowych zegarków.
- Azzedine Alaia(inne języki) – paryski designer odzieży damskiej.
- Jaeger-LeCoultre – szwajcarski producent luksusowych zegarków.
- Roger Dubuis(inne języki) – szwajcarski producent luksusowych zegarków.
- Montblanc(inne języki) – niemiecki producent zegarków, biżuterii, dóbr skórzanych i przyborów piśmienniczych.
- Net-a-Porter(inne języki) – brytyjska firma odzieżowa.
- Panerai – włoski producent zegarków.
- Peter Millar – amerykański producent odzieży.
- Piaget SA(inne języki) – szwajcarski producent luksusowych zegarków i biżuterii.
- Shanghai Tang(inne języki) – sieć odzieżowa z siedzibą w Hongkongu.
- Vacheron Constantin – najstarsza na świecie, szwajcarska manufaktura luksusowych zegarków.
- Van Cleef & Arpels – francuski producent zegarków, biżuterii i perfum.

W 2007 roku Richemont oraz Polo Ralph Lauren ogłosiły założenie na zasadach joint venture spółki The Polo Ralph Lauren Watch and Jewellery Company. Obydwa przedsiębiorstwa posiadają 50% udziałów w tym podmiocie.